# Еловка (Злынковский район)
Еловка — посёлок в Злынковском районе Брянской области, в составе Щербиничского сельского поселения. 
 Расположен в 2 км к востоку от села Большие Щербиничи, на левом берегу реки Ваги. Население — 63 человека (2010).

## История
Упоминается с первой половины XIX века как хутор (первоначально назывался Елисаветполь, или Яловка); до 1929 года входил в Новозыбковский уезд (с 1861 года — в составе Малощербиничской волости, с 1923 в Злынковской волости).
В 1929—1932 гг. — в Чуровичском районе, в 1932—1939 в Новозыбковском районе, затем в Злынковском, при временном упразднении которого (1959—1988) — вновь в Новозыбковском. С 1919 до 1930-х гг. являлся центром Еловского сельсовета, затем до 2005 — в Большещербиничском сельсовете.
| Годы      | 1859 | 1926 | 1979 | 1989 | 2002 | 2010 |
| --------- | ---- | ---- | ---- | ---- | ---- | ---- |
| Население | 113  | 370  | 150  | 117  | 82   | 63   |